# Els col·legues del barri
Els col·legues del barri (títol original: Don't Be a Menace to South Central While Drinking Your Juice in the Hood) és una pel·lícula estatunidenca de París Barclay estrenada l'any 1996. Ha estat doblada al català.

## Argument
Amb vint anys, Cendar no és més un nen i perquè finalment esdevingui un adult, la seva mare decideix enviar-lo a prop del seu pare (que només té dos anys més que ell). A la seva arribada a South Central, Cendar es posa a investigar els seus vells camarades, el seu cosí « Loc Dog », « Potes Boges », paralitzat però pas manc, i « Preach », un ferotxe activista negre. Tots els quatre van a una festa organitzada per celebrar l'alliberament de « Cure Dent », un excitat del gallet. Allà Cendar coneix Dashiki, una jove molt seductora i mare soltera d'una colla de nens de pares diferents. Abans que « Loc Dog » hagi pogut advertir el perill, cau bojament enamorat d'ella.

## Repartiment
- Shawn Wayans: Cendar
- Marlon Wayans: Loc Dog
- Tracey Cherelle Jones: Dashiki
- Lahmard Tate: El pare de Cendar
- Darrel Heath: Curedent
- Chris Spencer: Preach
- Suli McCullough: Potes Boges
- Helen Martin: Àvia
- Vivica A. Fox: La mare de Cendar
- Antonio Fargas: L'ancià
- LaWanda Page: La mare de l'ancià
- Omar Epps: Malik
- Bernie Mac: L'oficial de policia
- Keenen Ivory Wayans: El carter